# Daniel Bochsler
Daniel Bochsler (* 1978) ist ein Schweizer Politikwissenschaftler und Hochschullehrer.

## Leben
Bochsler hat 2008 an der Universität Genf in Politikwissenschaft promoviert und 2014 an der Universität Zürich habilitiert.
In den Jahren 2011 bis 2017 lehrte er an der Universität Zürich als Assistenzprofessor für Vergleichende Politikwissenschaft. Von 2016 bis 2018 war er an der Universität Kopenhagen als Associate Professor für Politikwissenschaft tätig. Er ist Associate Professor für Nationalismusforschung und Politikwissenschaft an der Central European University und seit 2019 ordentlicher Professor für Politikwissenschaft an der Universität Belgrad.

## Forschung
Bochslers Forschung beschäftigt sich mit dem Einfluss politischer Institutionen und mit sozialer, vorwiegend ethnischer, Diversität. Dabei forscht er insbesondere zur Entwicklung der postkommunistischen Demokratien in Zentral- und Osteuropa, unter anderem veröffentlichte er Studien zur Nationalisierung der Parteiensysteme und zum Umgang mit ethnischen Minderheiten im Wahlrecht.
In der Vergangenheit war er mit Wolfgang Merkel Projektleiter des Demokratiebarometer, einer vergleichenden Messung von Demokratiequalität.

## Schriften (Auswahl)
- (mit Christophe Koller u. a.): Die Schweizer Kantone unter der Lupe. Behörden, Personal, Finanzen, 2004, ISBN 3-258-06887-9
- Territory and Electoral Rules in Post-Communist Democracies, 2010, ISBN 978-0-230-24827-4
- The party system of Serbia, in: Věra Stojarová and Peter Emerson (ed.): Party politics in the Western Balkans, 2010, ISBN 0-415-55099-8, S. 99–118
- (mit Hanspeter Kriesi, Sandra Lavenex u. a.):  Democracy in the Age of Globalization and Mediatization, 2013, ISBN 978-1-137-29987-1
- Vorsicht, Abstimmungsdetektive. Wahlforensik in der direkten Demokratie, in: Jahrbuch für direkte Demokratie, Band 11.2021, ISBN 978-3-7560-0550-5, S. 13–33